# Evladiya Slavcheva-Stefanova
Evladiya Slavcheva-Stefanova (cirílico:Евладия Славчева-Стефанова) (nascida Evladiya Slavcheva Zakatanova) (Pernik, 25 de fevereiro de 1962) é uma ex-basquetebolista búlgara que conquistou a Medalha de Prata disputada nos XXII Jogos Olímpicos de Verão realizados em 1980 na cidade de Moscovo, União Soviética.